# Lipodystrophie
Unter Lipodystrophie (von altgriechisch  λίπος [lipos] „Fett“, δυσ [dys] „schlecht“ (hier „Fehl-“) und τροφή [trophie] „das Ernähren“, „die Nahrung“) versteht man ein „Fehlwachstum“ (Dystrophie) des Unterhautfettgewebes, das lokal oder auch generalisiert auftreten und je nach Ursache reversibel sein kann. Die Lipodystrophie zählt zu den sehr seltenen Erkrankungen (Orphan Diseases).
Nicht mehr gebräuchliche Bezeichnung: Simons-Syndrom.

## Formen der Lipodystrophie

### Familiäre Lipodystrophie-Syndrome
Hierbei handelt es sich um sehr selten auftretende, genetisch bedingte Erkrankungen. Beim Typ I oder Köbberling-Syndrom betrifft die Lipodystrophie die untere Körperhälfte, beim Typ II oder Dunningan-Syndrom betrifft die Lipodystrophie auch den Körperstamm. Daneben kommt es zu einer Vermehrung des Fettgewebes im Gesicht und am Hals, was bei den Betroffenen zu einem cushingoiden Aussehen führt. Bei den Betroffenen, typischerweise junge Frauen nach der Pubertät, kommt es zu einem Hirsutismus, die Frauen wirken aufgrund des fehlenden subkutanen Fettgewebes und der damit hervorstehenden Muskulatur und der Blutgefäße muskulös. Tatsächlich aber leidet der Körper unter einer pathologischen, aber visceral gelegenen Fettansammlung und einer massiven Hypertriglyceridämie, die einerseits zu akuten Bauchspeicheldrüsenentzündungen und andererseits über eine erhöhte Insulinresistenz zu einem Diabetes mellitus führen kann.
Ferner gibt es noch weitere Formen, siehe unter Familiäre Lipodystrophie, sowie die Lipodystrophie Typ Berardinelli mit weiteren Auffälligkeiten.

#### Behandlung
In den USA ist seit 2014 und in der EU seit 2018 ein einziges Medikament zur Behandlung der familiären Lipodystrophie zugelassen: Metreleptin (Myalept bzw. Myalepta). Metreleptin ist ein rekombinantes Analogon des humanen (also menschlichen) Leptin.

### Nicht familiäre Syndrome
Die Syndrome mit erworbener Lipodystrophie können unterteilt werden in:
- Generalisierte Form Lawrence-Syndrom
- Partielle Formen Barraquer-Simons-Syndrom und Parry-Romberg-Syndrom
- Behandlungsbedingte Lipodystrophien (z. B. durch subkutane Injektionen und durch antiretrovirale Therapie)

#### Lipodystrophie durch subkutane Injektion von Insulin
Bei wiederholter subkutaner Injektion von Insulin an einem sehr begrenzten Hautareal kann es durch unterschiedliche Prozesse sowohl zu einer lokalen Verminderung (Lipoatrophie) als auch zu einer Vermehrung (Lipohypertrophie) des subkutanen Fettgewebes kommen. Mögliche Folgen sind eine schlechtere Resorption des Insulins und infolgedessen eine Stoffwechselverschlechterung. Lipohypertrophie findet sich bei ca. 30 % und Lipoatrophie bei ca. 3 % der Patienten mit Typ-1 Diabetes mellitus. Lipoatrophie und Lipohypertrophie können bei ein und demselben Patienten vorkommen.

##### Lipohypertrophie (Fettgewebe-Wucherung) bei Insulinbehandlung

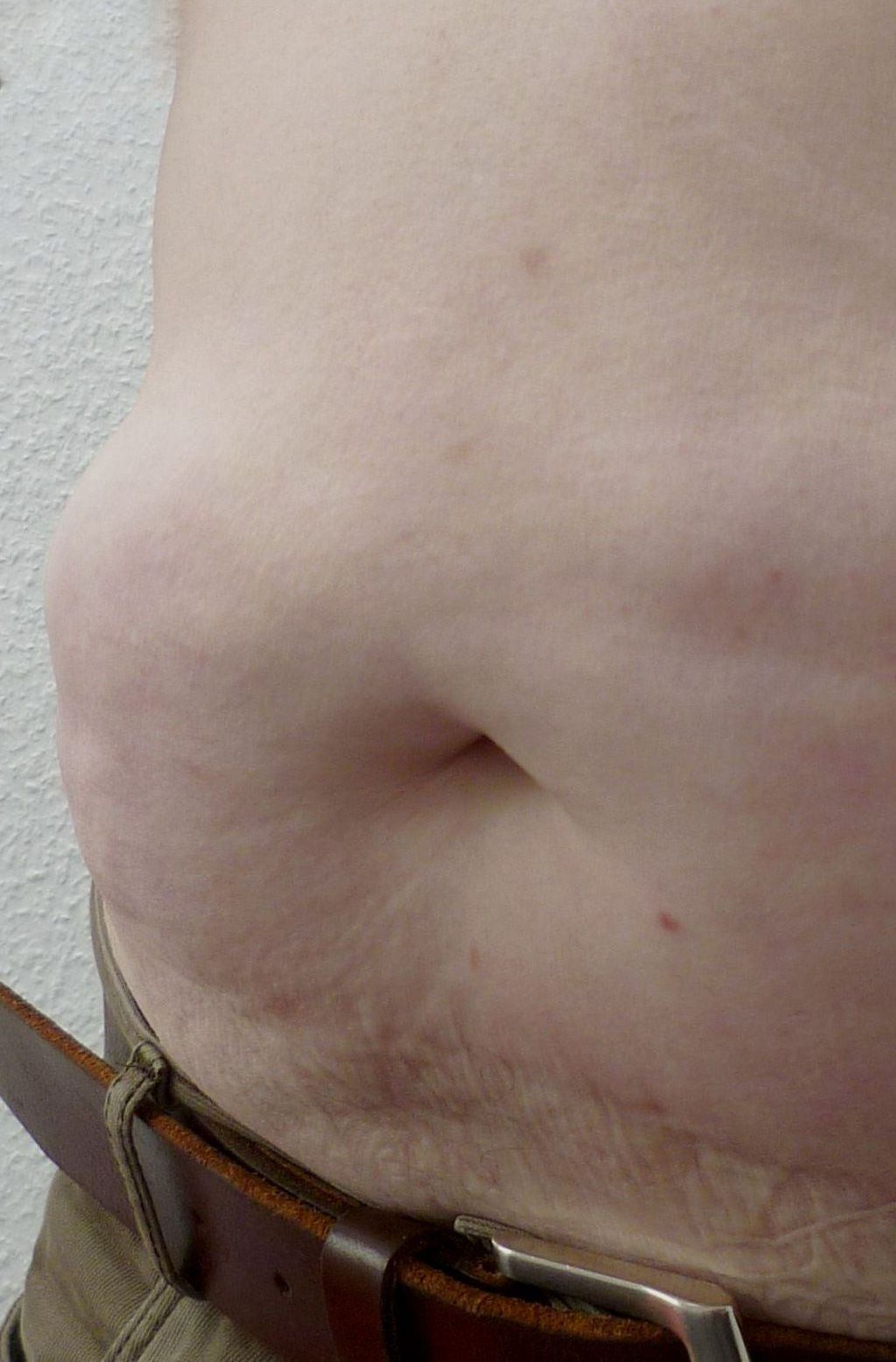
Fettgewebewucherung im Bauchnabelbereich als Reaktion auf Insulininjektionen

Diese Veränderung an den Insulin-Injektionsstellen wird auf die direkte Aktivität des ins Unterhautfettgewebe gespritzten Insulins zurückgeführt (Insulin ist ein zellwachstumsförderndes Hormon). Sie entsteht eher durch Normalinsulin (z. B. bei Behandlung mit einer Insulinpumpe) als durch Verzögerungsinsulin, und eher bei Typ-1 Diabetes als bei Typ-2 Diabetes mellitus. Andere begünstigende Faktoren sind nicht bekannt.

###### Behandlung
Striktes Vermeiden von Insulin-Injektionen in die Fettgewebe-Wucherungen, die sich dann sehr langsam – über Jahre – zurückbilden. Eine Alternative ist die Fettgewebeabsaugung (Liposuction). Häufiger Wechsel der Injektionsstellen vermeidet die Insulin-Lipohypertrophie.

##### Lipoatrophie (Fettgewebe-Schwund) bei Insulinbehandlung

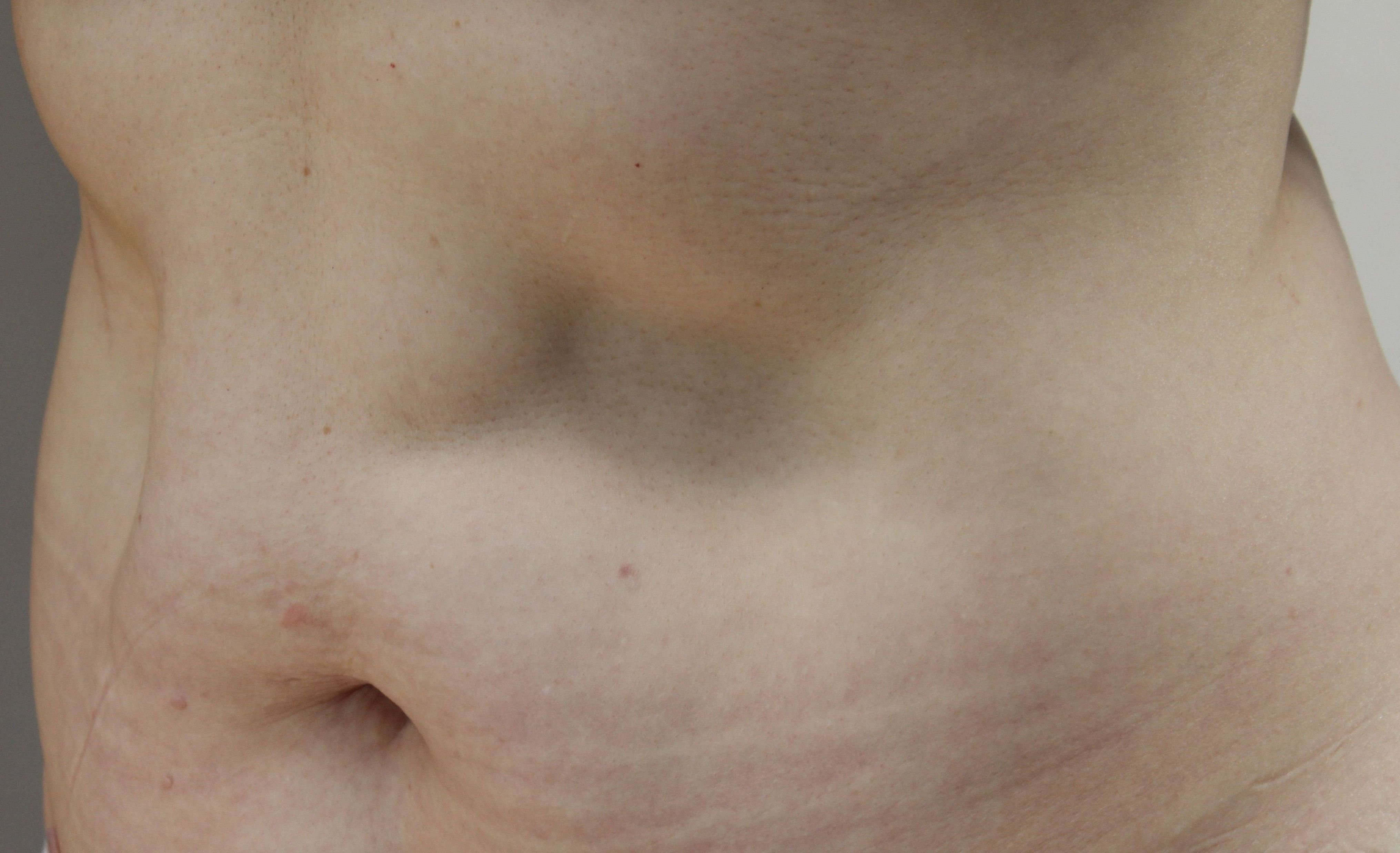
Fettgewebeschwund im Bauchnabelbereich als Reaktion auf Insulininjektionen

Seit der Einführung der Insulin-Therapie hat es diese Veränderung an den Injektionsstellen immer wieder gegeben. Sie tritt vorwiegend bei Patienten mit autoimmunologischen Störungen auf – z. B. bei Patienten mit Typ-1 Diabetes mellitus und Hashimoto-Schilddrüsenentzündung – und eher bei Verwendung von Verzögerungsinsulin als von Normalinsulin. Es bilden sich Einsenkungen (Dellen) bis hin zu „Löchern“ im Unterhautfettgewebe, die sich allmählich verbreitern; mikroskopisch sind im Gewebepräparat beschädigte, atrophierte Fettzellen zu sehen, dagegen kaum typische Entzündungszellen (Leukozyten, Lymphozyten). Der Verlauf ist völlig schmerzlos, klinische Entzündungszeichen fehlen. Frauen sind öfter betroffen als Männer. Die Insulinart ist unbedeutend: Lipoatrophie wurde bei Anwendung von Rinderinsulin, Schweineinsulin, Humaninsulin und von Insulin-Analoga (Glargin, Detemir, Lispro) beschrieben.
Auslöser kann, nach jahrelanger problemloser Insulintherapie, eine erhöhte Aktivität des Tumor-Nekrose-Faktor (TNF) an der Injektionsstelle sein, infolge eines Virusinfektes oder einer Impfung. TNF-alpha hemmt die Reifung von Fettzellen (Adipozyten) aus ihren Vorstufen (Präadipozyten) und lässt reife Fettzellen schrumpfen.

###### Behandlung
Die Insulin-induzierte Lipoatrophie kann sich bei Kindern gelegentlich spontan zurückbilden; medikamentös kann sie im Anfangsstadium mittels niedrig-dosierter Kortisontherapie zur Rückbildung gebracht werden. Im Fall von nicht komplett insulinabhängigem Typ-2 Diabetes mellitus kann die Umstellung von Insulininjektionen auf Tablettenbehandlung zur spontanen Wiederherstellung des Fettgewebes führen.

#### Lipodystrophie durch subkutane Injektion anderer Substanzen
Lokale Lipoatrophie wurde beobachtet nach Injektion von
- HPV-Impfstoff[18]
- Corticosteroid[19]
- Wachstumshormon (spontane Rückbildung nach Beendigung der Injektionen)[20]
- Somatostatin-Analog (Octreotid)[21]

#### Lipodystrophiesyndrom unter antiretroviraler Therapie
Die Lipodystrophie ist ein Stoffwechselsyndrom, das bei HIV-Infizierten unter antiretroviraler Therapie auftreten kann. Ältere Studien wiesen auf ein Auftreten bei 30–50 % unter HAART stehender Patienten hin. Untersuchungen bei aktuellen Behandlungsregimes zeigen jedoch ein deutlich selteneres Auftreten, so wird in der Erstlinientherapie eine jährliche Inzidenz von nur 5–10 % ausgewiesen, die in den Folgejahren weniger fortzuschreiten scheint. Die Lipodystrophie geht einher mit einer Erhöhung der Blutfette und des Serumcholesterins sowie einer Umverteilung des Fettgewebes, wobei sowohl atrophische als auch hypertrophische Veränderungen auftreten können. Die Betroffenen entwickeln typischerweise Fettauszehrungen im Gesichtsbereich (Lipoatrophie), sowie an den Extremitäten; dagegen entsteht oft ein „Stiernacken“ und ein größeres Fettpolster im Bauchbereich („Rettungsring“). Außerdem kommt es zu einer Insulinresistenz. Die Lipodystrophie beeinträchtigt die Infizierten kosmetisch stark und erhöht in noch unbekanntem Ausmaß das Risiko der HIV-Infizierten, an Diabetes oder kardiovaskulären Leiden zu erkranken.